# Темперация
Темпера́ция (от лат. temperatio «соразмерность, правильное соотношение; надлежащая организация») — небольшое изменение (сужение или расширение) некоторых интервалов музыкального строя, отклоняющее их от акустически чистых интервалов. Производится для расширения возможностей музыкальных инструментов с фиксированным строем; главным образом, для обеспечения транспозиции (в том числе, для большего акустического благозвучия ансамблевой игры) и модуляции (как средства развёртывания тонального лада). Темперацией также называется темперированный (то есть полученный в результате темперации) строй.

## Краткая характеристика
Сущность темперации состоит в небольших изменениях величины интервалов по сравнению с их акустически точной величиной (по натуральному звукоряду). Эти изменения делают строй замкнутым, позволяют использовать все тональности и аккорды самой различной структуры, не нарушая сложившихся эстетических норм восприятия интервалов, не усложняя конструкции инструментов с фиксированной высотой звуков (орган, клавесин, арфа и т.д.).
Потребность в темперации возникла в XVI—XVIII вв. с появлением новых музыкальных форм и жанров, с развитием средств музыкальной выразительности. В применявшихся до этого пифагорейском и чистом строях имелись небольшие высотные различия между энгармоническими звуками: не совпадали по высоте друг с другом, например, звуки си-диез и до, ре-диез и ми-бемоль. Это тормозило развитие мажорно-минорной тональности: нужно было или конструировать инструменты с несколькими десятками клавиш в октаве или отказаться от переходов в далёкие тональности.
В первых неравномерных темперациях музыканты пытались сохранить величину большой терции такой же, как в чистом строе. В 12-ступенном равномерно темперированном строе все чистые квинты уменьшены на 1/12 пифагоровой коммы. От этого строй стал замкнутым, октава оказалась разделенной на 12 равных полутонов и все одноимённые интервалы (все кварты, все полутоны и т.д.) стали одинаковыми по величине. Психофизиологической основой использования нового строя явилась открытая позже Н. А. Гарбузовым зонная природа звуковысотного слуха.
Попытки преодолеть интонационные недостатки 12-ступенной темперации путём создания строя с 24, 36, 48, 53 и бо́льшим количеством ступеней в октаве не получили распространения. На практике 12-ступенная равномерная темперация и в XXI веке остаётся оптимальной разновидностью темперации.